# Techint
 (juillet 2008).
 (juillet 2008).
Si vous disposez d'ouvrages ou d'articles de référence ou si vous connaissez des sites web de qualité traitant du thème abordé ici, merci de compléter l'article en donnant les références utiles à sa vérifiabilité et en les liant à la section « Notes et références ».
La société Techint est un groupe industriel de droit italien-argentin, le plus important du pays et un des plus importants d'Amérique Latine. Techint est présent dans 40 pays sur tous les continents. Le groupe possède de gros intérêts en Italie, pays d'origine de son fondateur, l'ingénieur milanais Agostino Rocca, qui émigra en Argentine au lendemain de la Seconde Guerre mondiale en 1945. Le groupe est actuellement toujours détenu par ses héritiers.

## Histoire
Techint fut créée en 1945 à Milan sous le nom de Compagnia Tecnica Internazionale, qui sera abrégé en Techint. Mais l'activité de la société l'amena à opérer dès ses débuts en Amérique Latine. En 1946/47 Techint créera des filiales en Argentine et au Brésil, ces deux pays où la société remporta ses premiers gros contrats d'infrastructures avec la construction de gazoducs et d'oléoducs surtout dans le sud de l'Argentine où de grosses réserves d'hydrocarbures avaient été découvertes. Techint a réalisé la quasi-intégralité du réseau de gazoducs d'Argentine. 
Durant les années 1950, Techint élargit son domaine d'intervention avec des infrastructures industrielles et civiles avec notamment la création d'une unité spécialisée dans la réalisation de raffineries, d'usines pétrochimiques et d'aciéries. En 1954 Techint réalisera deux usines pour la production de tubes sans soudures, à Campana en Argentine et à Veracruz au Mexique. Le groupe prendra chaque fois une participation dans les sociétés ainsi créées et, des années plus tard, seront rachetées par le groupe. 
C'est en 1970 que fut réalisé un laminoir à froid à Ensenada, en Argentine. L'usine était alimentée à partir de produits à chaud provenant d'un pôle sidérurgique voisin de San Nicolàs, le plus important site sidérurgique argentin. Dans ce cas aussi, Techint a pris une participation dans la société et la rachètera plus tard en 1992. 
Une des caractéristiques de Techint, et bien avant que cela ne devienne une mode dans les années 1980, sera la diversification de ses activités dans tous les domaines proches de son cœur de métier. Après avoir réalisé des gazoducs et des oléoducs, Techint a fabriqué des tubes en acier, après avoir construit des aciéries, Techint a racheté des producteurs d'acier, mais aussi des constructeurs de machines spéciales pour cette activité. 
Jusque dans les années 1980, l’activité principale de Techint était représentée par les grands complexes industriels. Depuis le groupe a réalisé une série de rachats de sociétés qui propulsèrent l'activité sidérurgique à la première place dans le groupe. Dans le domaine de la production des tubes en acier sans soudures, Techint disposait de la société argentine Siderca, en 1993 le groupe prit le contrôle du mexicain Tamsa, en 1996 de l’italien TenarisDalmine SpA (la société où Agostino Rocca avait travaillé dans les années 1930), en 1998 du brésilien Confab, en 1999 Techint créera deux coentreprises (à majorité Techint) au Canada et au Japon. 
Les activités de Techint, dans le domaine des tubes en acier pour l’industrie pétrolière et mécanique furent regroupées en 2001 sous la holding de droit luxembourgeois Tenaris. Tenaris est cotée en bourse et a poursuivi sa politique d'acquisitions dont l’américain Maverick Tubes, un de ses plus importants concurrents, en octobre 2006. 
Dans le secteur des produits laminés plans et longs, Techint ne s'y est intéressé qu'à partir de 1992, quand il racheta Somisa, le plus important producteur sidérurgique argentin, et le seul de son pays à produire des aciers de haut fourneau. En 1998 Techint racheta Sidor, la plus importante aciérie du Venezuela et de la région des Caraïbes. Lorsqu'en 2005 Techint racheta le sidérurgiste mexicain Hylsamex, comme il l'avait fait avec Tenaris, Techint constitua la holding Ternium qui sera ensuite cotée en bourse, pour regrouper toutes les activités sidérurgiques du groupe en Amérique Latine (Argentine, Venezuela et Mexique). 
Fabricant de tubes en acier et constructeur d'oléoducs, dans les années 1990, Techint est aussi devenue une compagnie spécialisée dans l'exploration et la production de pétrole, avec l'achat des droits d'exploitation de nombreuses zones toutes situées en Amérique Latine. 
Dans les autres secteurs d'activité, il faut souligner la participation aux privatisations de sociétés italiennes semi publiques détenues dans le géant public IRI, qui permit à Techint de racheter outre l'usine qui avait formé le fondateur de Techint, la fameuse Dalmine SpA, une entreprise très réputée dans sa spécialité la CimiMontubi (cédée par l'italien Fintecna), de certaines sociétés d’Italimpianti productrices de machines-outils pour la sidérurgie ainsi que la Società Italiana Vetro-SIV, grande entreprise spécialisée dans la production de produits verriers appartenant à l’EFIM. 
C'est en 1996 que Techint créera en Italie l’Istituto Clinico Humanitas à Rozzano, près de Milan, une des plus importantes cliniques privées du Nord de l'Italie.

## Activité
Techint est actuellement le plus important producteur d'acier d’Amérique Latine et un des vingt premiers au monde.
En effet, l'activité sidérurgique n'était pas une activité principale pour le groupe mais cela l'est devenu depuis que depuis le début du XXIe siècle après que de nombreux rachats furent opérés. En 2005-2006 le groupe Techint a été réorganisé en cinq grandes sub-holdings :
- Tenaris (du latin tenax, “tenace” comme l’acier) , leader mondial dans la production de tubes en acier sans soudures, destinés à la recherche pétrolière, aux oléoducs et à l’industrie mécanique. Le groupe dispose d'usines en Argentine, Mexique, Brésil, Venezuela, Italie (Dalmine SpA), Roumanie, Canada, États-Unis et Japon.

- Ternium (de ter, "trois", comme le nombre de sociétés regroupées sous sa bannière, et eternium, qui fait penser à l'"éternité" de l'acier. Techint racheta la société sidérurgique mexicaine Hylsamex pour US$ 2.217 millions[3], producteur de laminés plans et longs en acier qui dispose d'usines en Argentine, au Venezuela et au Mexique. Les filiales de Ternium sont considérées parmi les sociétés sidérurgiques les plus rentables au monde. La société mexicaine Hylsamex possède une structure intégrée complète avec des mines où est extrait le fer utilisé dans ses propres installations. La société vénézuélienne Sidor est implantée de façon stratégique tout près des mines de fer ce qui lui permet de réduire le transport du minerai. Elle a pu poursuivre son activité en maintenant ses prix de vente malgré la très forte hausse des prix imposée par le président Hugo Chávez, et qui a également imposé au groupe Techint de livrer ses produits aux sociétés vénézuéliennes à des prix inférieurs aux prix du marché sous peine de nationalisation[4].

- Techint Engineering & Construction, qui regroupe les sociétés d'ingénierie et de constructions détenues par Techint dans le monde. Les spécialités de Techint sont les oléoducs, gazoducs, aqueducs, stations d'épuration, usines de traitement des déchets urbains, réseaux de télécommunications, aciéries, raffineries, voies ferrées, routes et autoroutes, mais aussi grands bâtiments. En juin 2006 un groupement dirigé par Techint a remporté le concours-appel d'offres pour la construction du nouveau siège de la Région Lombardie à Milan. Techint a pris une participation en 2004 dans le capital de Sirti, entreprise italienne spécialisée dans la réalisation d'infrastructures pour les télécommunications. Sirti fait partie du groupe Telecom Italia. Techint E & C est également présent dans toute l’Amérique Latine, bien sur en Italie et en Arabie saoudite.

- Tenova, regroupe les sociétés spécialisées dans les machines-outils et systèmes de production pour l’industrie sidérurgique, comme les fours électriques, les laminoirs et les lignes de réchauffement. Cette branche du groupe est uniquement implantée en Italie, avec des sites de production à Gênes et Castellanza.

- Tecpetrol, spécialisée dans la recherche et l'exploitation de ressources pétrolières et de gaz dans tous les pays d'Amérique Latine.

- Humanitas, gère 6 cliniques privées en Italie : l’Istituto Clinico Humanitas de Rozzano, la clinique Gavazzeni à Bergame, les cliniques Cellini et Fornaca di Sessant à Turin, le Centro Oncologico Catanese à Catane et l'Istituto Clinico Mater Domini à Castellanza.

Le groupe Techint s'est forgé une solide réputation d'entreprise à haut potentiel et à l'avant-garde. Ce groupe très international, revendique pourtant la nationalité argentine mais est très italien dans sa direction, est très recherché parmi les jeunes ingénieurs.

## La famille Rocca
Le fils d'Agostino Rocca, Roberto, a dirigé le groupe durant les années 1970 et a laissé son poste en 1993 à son fils Agostino, comme son grand-père, qui est décédé en  2001 dans un accident d'avion en Argentine. C'est son frère Paolo, qui l'a remplacé et qui s'occupe principalement des affaires sud-américaines. Le troisième frère, Gianfelice Rocca, dirige les activités basées en Italie, il préside l’Istituto Clinico Humanitas et c'est le vice-président de Confidustria (le patronat italien) chargé de l'éducation et la formation. Il siège également au conseil d'administration de Buzzi Unicem, au comité exécutif de l’Aspen Institute et à l’advisory board européen de la compagnie d'assurances Allianz.